# クォック・ホック
クォック・ホック（ベトナム語：Quốc Học / 國學）は、ベトナム社会主義共和国のフエに所在する国立高等学校。

## 概要
阮朝時代の1896年に創立。皇室や官僚など特権層の子息の教育機関として開学した。かつては男子校だったが、現在は共学の高校になっている。後述のとおり、多くの著名人を輩出し、ベトナム国内では名門として名高い。

## 主な出身者
- ホー・チ・ミン（胡志明）
- ゴ・ディン・ジエム（呉廷琰）
- チャン・フー（陳富）
- ファム・ヴァン・ドン（范文同）
- ボー・グエン・ザップ（武元甲）
- ディン・スアン・ラム（丁春林）
- ダオ・ズイ・アイン （陶維英）